# CT Гидры
CT Гидры (лат. CT Hydrae) — карликовая новая, двойная катаклизмическая переменная звезда типа SS Лебедя (UGSS) в созвездии Гидры на расстоянии приблизительно 1895 световых лет (около 581 парсек) от Солнца. Фотографическая звёздная величина звезды — от +20m до +14,1m. Орбитальный период — около 0,0652 суток (1,565 часа).
Открыта Куно Хофмейстером в 1936 году**.

## Характеристики
Первый компонент — аккрецирующий белый карлик.